# Klaus Østby
Klaus Østby (Frederikshald, nu: Halden, 1865 – Stockholm, 27 april 1945) was een Noors componist, militaire kapelmeester, bugelist en klarinettist.

## Levensloop
Østby trad als vijftienjarige jong in als trommelaar in de militaire muziekkapel "Brigademusikken" te Halden. De studie in de militaire muziekscholen in Halden en later in Christiania, nu: Oslo, heeft gedaan, hebben de grondslag voor zijn voortreffelijke ontwikkeling als militaire muzikant, kapelmeester en componist gelegd. Hij stapte al gedurende zijn studie over van trommelaar (slagwerker) tot klarinettist. Tot zijn docenten behoorden Friedrich August Reißiger en Ole Olsen. Hij schreef vele werken voor harmonieorkest en kamermuziek met klarinet, maar nadat hij in 1890 het militair verlaten had, werd hij verantwoordelijk voor de muziek binnen het Leger des Heils. Tot 1904 werkte hij als hoofdverantwoordelijke voor muziek in Noorwegen en vervolgens in Zweden tot hij in 1930 met pensioen ging.
Van Østby is bekend, dat hij als eerst werk nadat hij zijn bureau in de vroege ochtend betreden had, een nieuwe tune van de dag schreef. Zeker is dat een groot deel van deze "ochtendgymnastiek" in de prullenbak is geland, maar verschillende melodieën zijn ook in goede werken omgezet. Op deze manier ontstond bijvoorbeeld de hymne Jeg er en seiler på livets hav (Ik ben een zeeman op de zee van het leven). Als tekst voor deze hymne koos de componist een werk van de dichter Henry Albert Tandberg. Samen met deze dichter kwamen meerdere liederen bij elkaar, bijvoorbeeld ook de hymne Å, Herre, til hvem skulle vi dog gå hen? (Oh, Here, tot wie moeten we wel naartoe gaan?). Een belangrijke inzet had hij niet als componist, maar als bewerker en arrangeur. Østby bewerkte honderden van gezangen en psalmen voor de brassbands of hoorn-muziekkorpsen zo als die toen nog genoemd werden. Deze werden toen als Leger des Heils kerk"orgel" in Noorwegen en Zweden genoemd. Daarnaast was hij een gewaardeerde instructeur, dirigent en muziekleraar.
Toen hij zich terugtrok uit zijn positie als muzikaal directeur van het Leger des Heils in Zweden in 1930, verhuisde Klaus Østby terug naar Noorwegen. Hier was hij in de komende tien jaar. Hij woonde in een van de kamers van de militaire academie van het Leger des Heils in Enebakkveien. Gedurende zijn pensioen jaren heeft hij regelmatig Zweden bezocht. In mei 1940, kort nadat de Duitsers Noorwegen bezette, reisde hij nog eens naar zijn geboorteplaats Halden. Vervolgens vertrok hij opnieuw naar Zweden en verbleef er tot zijn levenseinde.
Klaus Østby was nooit getrouwd. Het lijkt erop dat er geen ruimte was voor iets anders dan muziek in zijn leven.

## Composities

### Werken voor harmonieorkest of brassband
- 1908 O, Harri, hvønn skulu vit
- 1908 O Herre, til hvem skulle vi dog gå hen? Du har jo det evige livet!, voor koor/samensang en brassband - tekst: Henry Albert Tandberg
- 1909 Eg sigla man yvir lívsins
- 1909 Jeg er en seiler på livets hav, voor koor/samensang en brassband - tekst: Henry Albert Tandberg
- 1914 The Jolly Salvationist, mars
- 1927 A Happy Experience, voor althoorn en eufonium solo en brassband
- Å, Herre, til hvem skulle vi dog gå hen?, voor koor/samensang en brassband - tekst: Henry Albert Tandberg
- Den Herligste Lovsang, voor koor/samensang en brassband - tekst: T. Westergård
- Eg kann við gleði nú siga frá
- Kabelvåg March, voor harmonieorkest
- La Frelsesfanen Vaie!, voor koor/samensang en brassband - tekst: van de componist
- Princethorpe, meditatie
- To the land of Glory, feestmars